# Imperatore a cavallo
Imperatore a cavallo è un dipinto a olio su tavola (83x54 cm) realizzato tra il 1536 e il 1539 dal pittore Giulio Romano.
È conservato nella Royal Collection a Hampton Court di Londra e faceva parte delle Collezioni Gonzaga di Mantova.